# 2023年のテレビ番組一覧 (日本)
- 2023年のテレビ (日本) > 2023年のテレビ番組一覧 (日本)

2023年のテレビ番組一覧（2023ねんのテレビばんぐみいちらん）では、2023年に日本国内で放送開始、もしくは終了したテレビ番組をまとめる。

## 報道・情報番組

### 終了番組（報道・情報番組）

#### 3・4月終了（報道・情報番組）
3月
- 19日 - 週刊まるわかりニュース（NHK総合）
- 24日 - 5up!（広島ホームテレビ）
- 25日
  - まるっと!サタデー（TBS）[1][2]
  - 土曜の夜は!おとななテレビ（TVQ九州放送）
- 30日 - バゲット（日本テレビ）[3]
- 31日
  - 秒でNEWS180（テレビ東京）
  - スッキリ（日本テレビ）[3]
  - 報道ランナー（関西テレビ）[4]
  - レオスタ（北陸放送）
  - UMKスーパーニュース（テレビ宮崎）

4月
- 1日 - 東京トキメキ百貨店（3月31日深夜、テレビ朝日）

#### 6月終了（報道・情報番組）
- 30日 - キニナル金曜日（TBS）

#### 9月終了（報道・情報番組）
- 29日
  - 1時50分からはスローでイージーなルーティーンで（関西テレビ）[5]
  - アップ!（メ〜テレ）[注 1]
- 30日 - ゼロイチ（日本テレビ）[6]

### 開始番組（報道・情報番組）

#### 4月開始（報道・情報番組）
- 3日
  - DayDay.（日本テレビ）[7]
  - newsランナー（関西テレビ）[4]
  - ピタニュー（広島ホームテレビ）
  - ハレのちあした（青森朝日放送）
  - ♯Link（テレビ宮崎）
  - Atta（北陸放送）
  - ふむふむ（北陸朝日放送）
  - 川上政行You刊ふくおか（TVQ九州放送）
  - 堀潤激論サミット（TOKYO MX1）
- 4日
  - mix早朝便（テレビ山口）
  - キャッチ!世界のトップニュース（NHK総合）
- 8日
  - ルミ子の食卓（7日深夜、テレビ朝日）
  - LIVEコネクト!（関西テレビ）[8]
  - 週刊4Kふるさとだより（NHK BS4K）
  - WITH!（テレビユー福島）
- 10日 - おびわんっ!（日本海テレビジョン放送）
- 13日 - ワールドビジネスサテライト みどころ（テレビ東京）
- 15日 - グッジョブ!（毎日放送）[9]
- 21日 - WatchLIST -わたしが選ぶ物語- （TBS）
- 22日
  - やまだんち（テレビ西日本）
  - 福岡お役立ち情報バラエティ たくなる（TVQ九州放送）

#### 5月開始（報道・情報番組）
- 7日 - にーっ!（テレビ西日本）

#### 6月開始（報道・情報番組）
- 3日 - この街に乾杯!（テレビ高知）

#### 7月開始（報道・情報番組）
- 7日 - もっとキニナルチョイス（TBS）

#### 10月開始（報道・情報番組）
- 2日
  - 旬感LIVE とれたてっ!（関西テレビ）[5]
  - ドデスカ!+（メ〜テレ）

### 期間限定番組（報道・情報番組）
- 4月30日 - 9月、8月開幕!!バスケW杯〜バッシュくんのバスケ講座〜（テレビ朝日）

### 再開番組（報道・情報番組）
- 4月1日 - JNN NEWS（土曜朝、TBS）

### タイトル変更（報道・情報番組）
4月
- 3日
  - 日テレポシュレ → 日テレポシュレ三ツ星モール（日本テレビ）
  - 2時45分からはスローでイージーなルーティーンで → 1時50分からはスローでイージーなルーティーンで（関西テレビ）※55分繰り上げ、5分縮小（月〜金曜 13:50 - 14:45）[10]
- 9日 - にちようももち → ももち浜情報局（テレビ西日本）

6月
- 3日 - 新井恵理那のWeatherニュースキャスター → Weatherニュースキャスター（TBS）

### 放送枠変更（報道・情報番組）
4月
- 1日 - サタデーテレショップ（テレビ東京）※土曜6:30 - 7:00（30分縮小）
- 2日 - サンデーテレショップ（テレビ東京）※日曜6:30 - 7:00（30分縮小）
- 3日
  - ZIP!（日本テレビ）※月〜金曜5:50 - 9:00（1時間拡大）[7]
  - NNNストレイトニュース（日本テレビ）※月〜木曜11:20 - 11:45（10分拡大）
  - 深層NEWS（BS日テレ・BS日テレ 4K）※月〜金曜19:00（枠移動、金曜のみ1時間拡大）[11]
  - FNN Live News days（フジテレビ）※月〜金曜11:30 - 11:50（5分拡大）
  - 買物の時間mini（テレビ東京）※月〜水曜・金曜17:05 - 17:15（木曜のみ終了）
  - 虎ノ門市場 日本全国の食文化をお伝えします!（テレビ東京）※月〜水曜17:15 - 17:30、木曜17:05 - 17:30（10分拡大）
  - 堀潤モーニングFLAG（TOKYO MX1）※月〜金曜7:00 - 8:30（30分拡大）[12]
  - ほっとニュース北海道（NHK札幌）※月〜金曜18:00 - 19:00（10分拡大）
  - NEWS×情報 キャッチ+（サンテレビ）※月〜金曜17:20 - 18:00（20分繰り下げ 15分縮小）
- 4日
  - （3日深夜） - あにレコTV（テレビ東京）※月曜深夜3:20 - 3:50（15分繰り下げ）
  - NHK地域局発（NHK総合）※月〜金曜14:05 - 14:35（枠移動）
- 7日
  - 京コトはじめ（NHK総合）※金曜15:10 - 15:55（50分繰り下げ）
  - news23（TBS）※金曜23:58 - 0:45（28分繰り下げ、2分拡大）
- 8日
  - イベントGO!プラス（TBS）※土曜（金曜深夜）3:05 - 3:17（10分繰り下げ）
  - サタデーステーション（テレビ朝日）※土曜20:54 - 21:54（1分縮小）
- 10日（9日深夜） - エンタメサーチバラエティ プレミアの巣窟（フジテレビ）※月曜（日曜深夜）2:25 - 2:50
- 11日（10日深夜） - ワカコさんとマサルくんのお宅は買わないの???（テレビ朝日）※火〜金曜（月〜木曜深夜）3:04 - 3:30
- 12日（11日深夜） - CSちゃん（フジテレビ）※水曜（火曜深夜）2:25 - 2:55（枠移動）
- 16日 - サンデーステーション（テレビ朝日）※日曜21:00 - 22:00（5分拡大）
- 月内 - ディノスTHEストア（フジテレビ）※木曜（水曜深夜）3:55 - 4:25・月曜（日曜深夜）3:00 - 3:25（30分縮小）

5月
- 6日 - TOKIOテラス（毎日放送）※土曜6:00 - 6:30（枠移動、月1回から毎週放送へ）[9]

7月
- 2日（3日深夜）
  - エンタメサーチバラエティ プレミアの巣窟（フジテレビ）※日曜（月曜深夜）1:55 - 2:20（30分繰り上げ）
  - ディノスTHEストア（フジテレビ）※日曜（月曜深夜）3:30 - 4:25（30分繰り上げ拡大）

10月
- 2日 - 東京サイト（テレビ朝日）※月〜金曜13:45 - 13:50（1分拡大）

## 教養・ドキュメンタリー番組

### 終了番組（教養・ドキュメンタリー番組）

#### 3月終了（教養・ドキュメンタリー番組）
- 21日 - アドベンチャー魂（BS-TBS・BS-TBS 4K）
- 25日 - 連続ドキュメンタリー RIDE ON TIME Season5（24日深夜、フジテレビ）
- 27日 - すイエんサー（NHK Eテレ）[13]
- 28日 - 晴れ、ときどきファーム!（NHK BSプレミアム）

#### 11月終了（教養・ドキュメンタリー番組）
- 20日 - NHK地域局発（NHK総合）

### 開始番組（教養・ドキュメンタリー番組）

#### 1月開始（教養・ドキュメンタリー番組）
- 10日 - 地球との約束〜心に刻む景色〜（フジテレビ）[14]
- 24日（23日深夜） - 夜明け前のPLAYERS（日本テレビ）※月1回[15]

#### 4月開始（教養・ドキュメンタリー番組）
- 2日 - 未来につなぐエール（テレビ朝日）
- 3日
  - デザインあneo（NHK Eテレ）※レギュラー化
  - 英会話フィーリングリッシュ データで選んだ推しフレーズ（NHK Eテレ）
  - 偉人の年収 How much?（NHK Eテレ）※レギュラー化[16]
  - 美の職人(アルチザン)（フジテレビ）
- 4日 - えいごであそぼ Meets the World（NHK Eテレ）
- 5日
  - ズームジャパン（NHK Eテレ）
  - 天然素材NHK（NHK総合） ※レギュラー化
- 6日 - 地球は放置してても育たない（NHK Eテレ）
- 7日
  - キキとカンリ（NHK Eテレ）
  - 情報I（NHK Eテレ）
  - 数学A（NHK Eテレ）
  - Eテレタイムマシン（NHK Eテレ）
  - 芸能きわみ堂（NHK Eテレ）
- 8日
  - 週刊ビジネス新書〜明日から使えるビジネスのヒント（テレビ東京）
  - クラウドダンディ（TOKYO MX1）※隔週レギュラー化[17]
  - ヴィランの言い分（NHK Eテレ）
- 11日 - テレどーも!（NHK Eテレ）
- 28日 - こころの時代ライブラリー（NHK Eテレ）
- 29日 - おとなりさんはなやんでる。（NHK Eテレ）

#### 5月開始（教養・ドキュメンタリー番組）
- 3日 - 最後の講義（NHK Eテレ）

#### 7月開始（教養・ドキュメンタリー番組）
- 1日 - ニュー試（NHK Eテレ）
- 28日 - 斎藤佑樹 ロンドン発!500マイルの旅（BS日テレ・BS日テレ 4K）[18]

#### 10月開始（教養・ドキュメンタリー番組）
- 7日 - シナモンと安田顕のゆるドキ☆クッキング（TBS）[19]
  - トキタビ（フジテレビ）
- 21日 - ニッポン人の頭の中（日本テレビ）[20]

### 期間限定番組（教養・ドキュメンタリー番組）
- 3月6日 - 27日（3月5日 - 26日深夜、全4回）、待てばすみれの学び舎より（テレビ愛知）[21]

### 放送枠変更番組（教養・ドキュメンタリー番組）
4月
- 3日 
  - シナぷしゅ（テレビ東京）※月〜金曜7:30 - 8:00（5分繰り上げ）
  - 町中華で飲ろうぜ（BS-TBS・BS-TBS 4K）※火曜22:00 - 23:00 → 月曜22:00 - 23:00（曜日移動）[22]
- 7日 - NHKみんなの手話（NHK Eテレ）※金曜11:30 - 11:55
- 26日 - プロフェッショナル 仕事の流儀（NHK総合）※月1回水曜19:57 - 20:42

10月
- 7日 - Google Pixel presents ANOTHER SKY（日本テレビ）※金曜23:00 - 23:30 → 土曜23:00 - 23:30（曜日移動）[23][24]

## スポーツ番組

### 終了番組（スポーツ番組）

#### 3月終了（スポーツ番組）
- 4日[注 2] - ダイナミックグローブ（日本テレビ・日テレジータス）[25]
- 18日 - 炎の体育会TV（TBS）[26]
- 26日 - ゴルフのキズナ（テレビ東京）

#### 8月終了（スポーツ番組）
- 27日 - テレ東卓球塾〜ひとラリー、いっとくぅぅぅ?〜（テレビ東京）[27]

#### 10月終了（スポーツ番組）
- 1日 - 馬好王国〜UmazuKingdom〜（9月30日深夜、フジテレビ）[28][29]

### 開始番組（スポーツ番組）

#### 1月開始（スポーツ番組）
- 10日 - THEスピリット〜闘魂レスラー発掘プロジェクト〜（9日深夜、フジテレビ）[注 3][30]

#### 4月開始（スポーツ番組）
- 1日 - KICK OFF! KANSAI（毎日放送）[9]
- 2日 - アップグレートゴルフ（テレビ東京）
- 8日 - KICK OFF! TOKAI（メ〜テレ）
- 9日 - DEEP・ゴルフ（BSフジ・BSフジ 4K）[31]

#### 5月開始（スポーツ番組）
- 16日 - ダイアン津田のバーディーチャンすー（15日深夜、東海テレビ）[32]

#### 6月開始（スポーツ番組）
- 5日 - ダート競馬JAPAN（グリーンチャンネル）[33][34]

#### 7月開始（スポーツ番組）
- 3日 - 9じゴル（BSJapanext）[35]

#### 10月開始（スポーツ番組）
- 7日 - サタデーナイトJ（テレビ東京）[36]
- 8日
  - ウマウマ! 〜アノミズキのビギナー育成TV〜（7日深夜、フジテレビ）[28][37]
  - ゴルフサバイバル男（BS日テレ・BS日テレ 4K）[38]
- 16日 - KICK OFF! J(ジャパン)（15日深夜、TBS）[39]。

### 期間限定番組（スポーツ番組）
- 1月16日（15日深夜） - 3月20日（19日深夜）、WBCバイブル〜世界の野球を楽しむ方程式〜（テレビ朝日）[40]
- 2月4日 - 2月25日（全4回）、ダンサーズイレブン（BSJapanext）[41]
- 4月14日（13日深夜）- 7月28日（27日深夜）、世界水泳ウルトラ宣言（テレビ朝日）
- 8月4日（3日深夜）- 9月1日（8月31日深夜）、真夜中のバスケ☆FIVE チョコプラ松尾のW杯応援宣言（テレビ朝日）

### 再開番組（スポーツ番組）
- 1月23日 - SkiTV6（BS日テレ・BS日テレ 4K）

### 放送枠変更（スポーツ番組）
- 4月1日 - ジャンクSPORTS（フジテレビ）※日曜19:00 - 20:00 → 土曜17:00 - 17:30（曜日移動・30分縮小）[42]
- 4月2日（1日深夜） - S☆1・土曜版（TBS）※日曜（土曜深夜）0:30 - 0:58 → 日曜（土曜深夜）0:00 - 0:28
- 4月6日 - EXITのモータースポーツ応援宣言（テレビ朝日）※日曜22:55 - 23:00 → 木曜23:10 - 23:15
- 4月7日 - ボウリング革命 P★League（BS日テレ・BS日テレ 4K）※土曜23:00 - 23:30 → 金曜22:00 - 22:30
- 4月9日 - S-PARK・日曜版（フジテレビ）※日曜23:15 - 月曜（日曜深夜）0:30 → 日曜23:45 - 月曜（日曜深夜）1:00
- 4月10日（9日深夜） - 中央競馬ダイジェスト（フジテレビ）※月曜（日曜深夜）3:20 - 3:50 → 月曜（日曜深夜）3:50 - 4:00（20分縮小）
- 6月25日 - S-PARK・日曜版（フジテレビ）※日曜23:45 - 月曜（日曜深夜）1:00 → 日曜23:15 - 月曜（日曜深夜）0:30
- 7月3日（2日深夜） - 中央競馬ダイジェスト（フジテレビ）※月曜（日曜深夜）3:50 - 4:00 →月曜（日曜深夜）3:20 - 3:30
- 10月7日（6日深夜） - バスケ☆FIVE 日本バスケ応援宣言（テレビ朝日）※土曜 11:00 - 11:15 →土曜（金曜深夜）1:15 - 1:30
- 10月9日（8日深夜） - ラブ!!Jリーグ（テレビ朝日）※土曜 11:15 - 11:30 →月曜（日曜深夜）1:25 - 1:40

## バラエティ番組

### 終了番組（バラエティ番組）

#### 2月終了（バラエティ番組）
- 27日 - リフォーマーズの杖（NHK Eテレ）
- 28日 - サンドウィッチマンのどうぶつ園飼育員さんプレゼン合戦 ZOO-1グランプリ（CBCテレビ・TBS）

#### 3月終了（バラエティ番組）
- 8日 - ロコだけが知っている（NHK総合）
- 13日 - 月曜の蛙、大海を知る。（毎日放送）[43]
- 20日 - あしたの内村!!（フジテレビ）[42]
- 21日 - 所JAPAN[注 4]（関西テレビ）[44]
- 22日 - 旅する水曜日（BS日テレ・BS日テレ 4K）
- 24日（23日深夜） - AKB48 サヨナラ毛利さん（日本テレビ）
- 25日 - 我流しか勝たん!〜生活革命新裏技〜（フジテレビ）[注 5]
- 26日
  - 7つの海を楽しもう!世界さまぁ〜リゾート（25日深夜、TBS）[45]
  - 〜夢のオーディションバラエティー〜Dreamer Z（テレビ東京）
  - キャラダチミュージアム〜MoCA〜（フジテレビ）
- 27日 
  - すイエんサー（NHK Eテレ）
  - 不夜城はなぜ回る（TBS）[46]
- 28日
  - 満パンスター2023 -さらば&三四郎が3月にライブすることだけ決まってる番組-（27日深夜、テレビ朝日）[注 6][47]
  - セブンルール（関西テレビ）[48]
  - DAIGOの!世界きまぐれリモートツアー（BS日テレ・BS日テレ 4K）
- 29日
  - 天才てれびくんhello,（NHK Eテレ）
  - NEWニューヨーク（テレビ朝日）[注 7][49]
  - ホリケンのみんなともだち（テレビ朝日）[注 6][47]
- 30日
  - トニセンのおいしくロスめし食堂（TBS）
  - アルピーテイル（29日深夜、テレビ朝日）[注 6][47]
- 31日
  - ぺこぱポジティブNEWS（30日深夜、テレビ朝日）[注 6][47]
  - 阿佐ヶ谷ワイド!!（30日深夜、テレビ朝日）[注 6][47]

#### 4月終了（バラエティ番組）
- 1日（3月31日深夜） - タモリ倶楽部（テレビ朝日）[50]
- 2日（1日深夜） - ABChanZoo（テレビ東京）[51]
- 28日（27日深夜） - 真夜中のおバカ騒ぎ!（千葉テレビ）

#### 5月終了（バラエティ番組）
- 13日 - King & Princeる。（日本テレビ）※レギュラー放送終了[52]
- 28日 - すとぷりのHere!We!GO!!（テレビ東京）

#### 6月終了（バラエティ番組）
- 27日 - さや香・ラニーノーズ・ネイビーズアフロのバツウケテイナーR（サンテレビ）[53]

#### 9月終了（バラエティ番組）
- 4日　−　推しといつまでも(毎日放送)
- 12日 - 潜在能力テスト（フジテレビ）[54]
- 13日 - 林修のニッポンドリル（フジテレビ）[55]
- 15日 - 爆買い☆スター恩返し（フジテレビ）[56]
- 17日 - 新世界 メタバースTV!!（テレビ朝日）
- 20日（19日深夜） - 爆問×伯山の刺さルール!（テレビ朝日）[57]
- 21日（20日深夜） - トゲトゲTV（テレビ朝日）[58][59]
- 23日 - マツコ会議（日本テレビ）[60][61]
- 27日 - TOKIOカケル（フジテレビ）[62]
- 28日（27日深夜） - シソンヌ長谷川×○○のキマリ（テレビ朝日）[注 6][63]
- 28日 - VS魂グラデーション（フジテレビ）[64]
- 29日（28日深夜）
  - トンツカタン森本&フワちゃんの『Thursday Night Show』〜学ばない英語〜（テレビ朝日）[注 6][63]
  - キスマイ超BUSAIKU!?（フジテレビ）[65]

#### 10月終了（バラエティ番組）
- 1日
  - デカ盛りハンター（テレビ東京）※再び、レギュラー放送終了
  - ウドちゃんの旅してゴメン（メ〜テレ）[66]

#### 11月終了（バラエティ番組）
- 4日 - ＃裸の少年（テレビ朝日）[67][68]

### 開始番組（バラエティ番組）

#### 1月開始（バラエティ番組）
- 7日 - さらば青春の光の青春ジャック（テレビ愛媛）
- 9日 - ぽかぽか（フジテレビ）[69]
- 31日（30日深夜） - NEWS小山のおしゃキャン!どう?（フジテレビ）※月1回レギュラー化[70]

#### 4月開始（バラエティ番組）
- 2日
  - 開け!キャラクターのとびら きゃらトビ!（フジテレビ）
  - Live on! アレグリア（フジテレビ）
- 3日
  - 天才てれびくん【2023】（NHK Eテレ）
  - 偉人の年収 How much?（NHK Eテレ）※レギュラー化
  - ニッポン全国!ジモトPR隊（フジテレビ）
  - 正解の無いクイズ（テレビ東京）※レギュラー化[71]
- 4日
  - 週刊ダウ通信（3日深夜、テレビ朝日）[注 6][47]
  - スーパー山添大作戦（3日深夜、テレビ朝日）[注 6][47]
  - えいごであそぼ Meets the world（NHK Eテレ）
  - 乃木と霜降りのダンスバトルズ（フジテレビ）
- 5日
  - 140×875（4日深夜、テレビ朝日）[注 6][47][72]
  - ジェシカ美術部（4日深夜、テレビ朝日）[注 6][47]
  - 解体キングダム（NHK総合）
- 6日（5日深夜）- 杉谷拳士が取材中（テレビ朝日）[注 6][47]
- 7日
  - サクラミーツ（6日深夜、テレビ朝日）[注 6][47][73]
  - 〜なぜここにいるの?〜ごみ物語（6日深夜、テレビ朝日）[注 6][47]
  - ヤギと大悟（テレビ東京）※レギュラー化[71]
  - 東京オズワルドランド（千葉テレビ放送）[74]
  - ララLIFE（TBS）[75]
- 8日（7日深夜） - ダブルタップミステリー（テレビ朝日）[注 6][47]
- 9日 - ふるさとカケズリバラエティー サンドどっちマンツアーズ（NHK総合）※レギュラー化[76]
- 11日
  - テレどーも!（NHK Eテレ）※レギュラー化
  - THE神業チャレンジ（TBS）※レギュラー化[77][78]
  - ひらけ!パンドラの箱 アンタッチャブるTV（関西テレビ）※レギュラー化[79]
- 15日
  - 夜明けのラヴィット!（TBS）[80]
  - 川島明の芸能界㊙通信簿（フジテレビ）※隔週レギュラー化[注 5]
  - ノブコブ吉村のラブヶ原〜世紀の合コン大合戦〜（BSよしもと）[81]
- 16日（15日深夜） - キタに恋した!（北海道放送）[82]
- 17日
  - 診療中!こどもネタクリニック（NHK Eテレ）※レギュラー化
  - 推しといつまでも(TBS)
- 19日 - 居間からサイエンス（BSテレ東・BSテレ東 4K）[83]
- 20日 - 私のバカせまい史（フジテレビ） ※レギュラー化[84]
- 23日
  - 千鳥のクセスゴ!（フジテレビ）
  - あれみた?（毎日放送）
- 27日 - 魔改造の夜（NHK総合）※レギュラー化[85]
- 30日 - まつもtoなかい（フジテレビ） ※レギュラー化[86][87]

#### 5月開始（バラエティ番組）
- 1日 - クイズ!丸をつけるだけ（NHK総合）※レギュラー化
- 7日 - ナンテ未来ダ!?首都福岡（テレビ西日本）

#### 6月開始（バラエティ番組）
- 3日 - マジで勘弁!けびた君（GAORA）[88]

#### 7月開始（バラエティ番組）
- 1日 - キントレ（日本テレビ）[89][90]
- 4日 - カベポスター・天才ピアニスト・フースーヤのワチャラチャ忍忍（サンテレビ）[88][53]
- 8日
  - 西川きよしのコツコツ大冒険!（BSよしもと）[91]
  - 桂文枝の全国の首長さんに逢いたい!（BSよしもと）[91]
- 23日 - 東野山里のインプット（BSよしもと）[92]

#### 10月開始（バラエティ番組）
- 2日 - 何か“オモシロいコト”ないの?（フジテレビ）[93]
- 3日
  - クロナダル（2日深夜、テレビ朝日）[注 6][63]
  - いぬじかん（BS-TBS・BS-TBS 4K）[94]
  - 秋山ロケの地図（テレビ東京）[95]
- 4日（3日深夜） - 新しい学校のリーダーズの課外授業（テレビ朝日）[注 6][63]
- 5日（4日深夜）
  - イワクラせいや警備保障（テレビ朝日）[注 6][63]
  - 夫が寝たあとに（テレビ朝日）[注 6][63]
- 6日 - 高見沢俊彦の美味しい音楽 美しいメシ（BS朝日・BS朝日 4K）※レギュラー化[96]
- 7日
  - メシドラ〜兼近&真之介のグルメドライブ〜（日本テレビ）※レギュラー化[97]。
  - 伊集院光&佐久間宣行の勝手にテレ東批評（テレビ東京）
- 9日 - 鶴瓶ちゃんとサワコちゃん〜昭和の大先輩とおかしな2人〜（BS12 トゥエルビ）[98]
- 13日（12日深夜）
  - 研修テレビ!!（テレビ朝日）[注 6][63]
  - めざせ!切り出し職人（テレビ朝日）[注 6][63]
- 18日 - 太田×石井のデララバ（CBCテレビ）※レギュラー化[99][100]
- 19日 - チャレンジトークバラエティ オドオド×ハラハラ（フジテレビ）※レギュラー化[101][102]
- 23日 - ジョンソン (TBS)[103]
- 26日 - 木7◎×部（フジテレビ）[104][105]

#### 11月開始（バラエティ番組）
- 18日 - カクエキ!（テレビ朝日）[68]
- 25日（24日深夜） - キッチンカー大作戦!（テレビ朝日）

### 期間限定番組（バラエティ番組）
- 1月5日（4日深夜）- 3月30日（29日深夜）、発掘!夢サウナ（テレビ東京）
- 1月12日 - 2月16日（1月11日深夜 - 2月15日深夜、全6回）、答えが賞金です（フジテレビ）[注 8]
- 1月14日（13日深夜）- 4月1日（3月31日深夜、全12回）、カネ梨和也（日本テレビ）[注 9][106][107]
- 1月11日 - 2月15日（1月10日深夜 - 2月14日深夜、全6回）、リモート繋いだら、偉人のプレゼンいきなり始まった。（フジテレビ）[108]
- 1月22日（21日深夜）- 3月26日（25日深夜）、VSウエストランド（朝日放送テレビ）[109][110]
- 2月6日（5日深夜）- 3月20日（19日深夜、全7回）、崖っぷちからの脱出 声優!一発逆転オーディション（BS日テレ・BS日テレ 4K）[111]
- 2月23日（22日深夜）- 3月16日（15日深夜、全4回）、発見★街頭インタビュー!（フジテレビ）[注 8]
- 3月14日（13日深夜）- 4月18日（17日深夜、全6回）、Peel the Appleの#ぴるあぽ拡散希望（日本テレビ）[112]
- 4月2日 - 9月24日、SNS発見アドベンチャー ふぉろみ&ただみ（テレビ大阪）
- 4月6日（5日深夜） - 9月28日（27日深夜）、ミセススクールクエスト（テレビ朝日）[注 6][47][63]
- 4月7日（6日深夜） - 9月29日（28日深夜）、ソレいる?六本木会議（テレビ朝日）[注 6][47][63]
- 4月13日（12日深夜） - 9月21日（20日深夜）、内村と相棒（フジテレビ）※レギュラー化[113][42]
- 4月17日 - 9月4日、推しといつまでも（毎日放送）[43][9][114]
- 4月24日 - 7月3日（全11回）、あなたはどれに当てはまる?スター★性格診断SHOW（TBS）
- 4月25日（24日深夜） - 7月4日（3日深夜、全11回）、形から入ってみた（TBS）
- 5月8日（7日深夜） - 9月25日（24日深夜）、一億総リミッター解除バラエティ 衝動に駆られてみる（テレビ朝日）[115]
- 5月27日 - 8月5日（全10回）、レゴ マスターズ JAPAN（TBS）[116]
- 6月4日 - 9月24日、すとぷりくえすとっ（テレビ東京）[117]
- 7月17日 - 9月25日、発表!ウチの県の大事ケン（TBS）※レギュラー化[118]
- 9月5日（4日深夜） - 9月26日（25日深夜、全4回） - パンパンパン パンパンパン パンパンパンパンパンパンパン（テレビ東京）[119]

### 再開番組（バラエティ番組）
- 3月4日 - 25日（全4回）、サクマ&ピース（福島中央テレビ）※シーズン3[120]
- 8月30日 - 10月4日（全6回）、水曜どうでしょう「懐かしの西表島」（北海道テレビ）[121]

### タイトル変更（バラエティ番組）
4月
- 4日 - 乃木坂46のダンスバトルズ → 乃木と霜降りのダンスバトルズ（フジテレビ）
- 5日 - ノブナカなんなん?〜あの人なんなん?人生のぞき見ドキュメント〜 → ごほうび☆のぞき見バラエティ 隣のブラボー様（テレビ朝日）[122]
- 15日 - 〜通しか知らない究極の一日〜熱狂!1/365日のマニアさん → 熱狂!マニアさん（TBS）※曜日移動、6分拡大（金曜20:00 - 20:54 → 土曜19:00 - 20:00）[123][124]

9月
- 16日
  - ごほうび☆のぞき見バラエティ 隣のブラボー様 → 1泊家族（テレビ朝日） ※曜日移動、24分短縮（水曜19:00 - 20:00 → 土曜18:30 - 18:56）[125]
  - ニンチド調査ショー → ザ・ニンチドショー（テレビ朝日） ※曜日移動、6分短縮（木曜19:00 - 20:00 → 土曜22:00 - 22:54）

10月
- 4日（3日深夜） -  140×875 → 妄想ハナコ（テレビ朝日）[注 6][63]
- 5日（4日深夜） - 岩井&花澤 まんが未知 → 週刊まんが未知+（テレビ朝日）[注 6][63]
- 7日（6日深夜） - ダブルタップミステリー → イミコワ考察ミステリー 不気味な答え（テレビ朝日）[注 6][63]
- 22日（21日深夜） - 関西ジャニ博 → Aぇ!!!!!!ゐこ（毎日放送）[126]

### 放送枠変更（バラエティ番組）

#### 4月
- 2日
  - 私が女優になる日_（TBS）※日曜（土曜深夜）0:58 - 1:28 → 日曜（土曜深夜）0:28 - 0:58（30分繰り上げ）
  - 有吉ジャポンII ジロジロ有吉（TBS） ※土曜（金曜深夜）0:20 - 0:50 → 日曜（土曜深夜）0:58 - 1:28（曜日移動）
  - 家、ついて行ってイイですか?（テレビ東京） ※日曜20:00 - 21:00 → 日曜21:00 - 21:54（1時間繰り下げ、6分縮小）[71]
- 3日 - ぽかぽか（フジテレビ） ※月 - 金曜11:50 - 13:50（1時間縮小）[127]
- 4日（3日深夜）
  - 見取り図じゃん（テレビ朝日） ※火曜（月曜深夜）1:56 - 2:13（2分縮小）[注 6][47]
  - チョコプランナー（テレビ朝日） ※火曜（月曜深夜）2:13 - 2:30（3分繰り上げ、2分縮小）[注 6][47]
- 5日
  - イワクラと吉住の番組（4日深夜、テレビ朝日） ※水曜（火曜深夜）2:13 - 2:30（3分繰り上げ、2分縮小）[注 6][47]
  - ランジャタイのがんばれ地上波!（4日深夜、テレビ朝日） ※水曜（火曜深夜）2:30 - 2:47（6分繰り上げ、2分縮小）[注 6][47]
  - くりぃむナンタラ（テレビ朝日） ※水曜23:45 - 翌0:15（曜日移動、30分縮小[注 7]）[49]
- 6日（5日深夜）
  - まんが未知（テレビ朝日） ※木曜（水曜深夜）1:56 - 2:13（2分縮小）[注 6][47]
  - シソンヌ長谷川×○○のキマリ（テレビ朝日） ※木曜（水曜深夜）2:13 - 2:30（3分繰り上げ、2分縮小）[注 6][47]
- 7日（6日深夜） - トンツカタン森本&フワちゃんの『Thursday Night Show』〜学ばない英語〜（テレビ朝日）※金曜（木曜深夜）2:30 - 2:47（6分繰り上げ、2分縮小）[注 6][47]
- 8日（7日深夜）
  - 出川一茂ホラン☆フシギの会（テレビ朝日） ※金曜（木曜深夜）1:26 - 1:56 → 土曜（金曜深夜）0:20 - 0:50（曜日移動）[128]
  - 新日ちゃんぴおん。（テレビ朝日）※土曜（金曜深夜）2:26 - 2:43（6分繰り上げ、2分縮小）[注 6][47]
  - ワルイコあつまれ（NHK Eテレ）※土曜 10:15 - 10:45 → 土曜 10:00 - 10:30
  - 沼にハマってきいてみた（NHK Eテレ）※月曜・火曜19:30 - 20:00 → 土曜20:45 - 21:30（曜日移動、15分拡大）
- 9日 - デカ盛りハンター（テレビ東京）※金曜19:25 - 19:55 → 日曜18:30 - 18:55（曜日移動、5分縮小）[71]
- 16日 - かまいたちの知らんけど（15日深夜、毎日放送）※土曜（金曜深夜）0:20 - 1:20 →日曜（土曜深夜）0:28 - 1:28（曜日移動）
- 17日 - 呼び出し先生タナカ（フジテレビ）※日曜21:00 - 21:54 →月曜20:00 - 21:00（曜日移動、6分拡大）[注 10][42][129]
- 28日 - それSnow Manにやらせて下さい（TBS）※日曜13:00 - 13:30 → 金曜20:00 - 20:54（曜日移動、全国ネット昇格、24分拡大）[130][131][132]

#### 9月
- 6日 - 朝メシまで。（テレビ朝日） ※日曜（土曜深夜）0:30 - 1:00 → 水曜19:00 - 20:00（曜日移動、ゴールデン枠昇格、30分拡大）
- 12日 - 出川一茂ホラン☆フシギの会（テレビ朝日） ※土曜（金曜深夜）0:20 - 0:50 → 火曜19:00 - 20:00（曜日移動、ゴールデン枠昇格、30分拡大）[133][134]
- 14日 - 楽しく学ぶ!世界動画ニュース（テレビ朝日） ※土曜22:00 - 22:54 → 木曜19:00 - 20:00（曜日移動、ゴールデン枠昇格、6分拡大）
- 19日 - 家事ヤロウ!!!（テレビ朝日） ※火曜19:00 - 20:00 → 火曜20:00 - 20:54（1時間繰り下げ、6分短縮）

#### 10月
- 1日
  - ナスD大冒険TV（テレビ朝日）※土曜（金曜深夜）0:50 - 1:20 → 日曜 11:00 → 11:45（曜日移動、枠移動、15分拡大）[135]
  - 男子ごはん（テレビ東京） ※日曜11:25 - 11:55 → 日曜11:00 - 11:30（25分繰り上げ）
  - 種から植えるTV（テレビ東京） ※日曜11:55 - 12:25 → 日曜11:30 - 12:00（25分繰り上げ）
- 2日（1日深夜） - 有吉クイズ（テレビ朝日） ※火曜20:00 - 20:54 → 月曜（日曜深夜）0:25 - 0:55（曜日移動、24分短縮）
- 4日（3日深夜） - イワクラと吉住の番組（テレビ朝日） ※水曜（火曜深夜）2:13 - 2:30 → 水曜（火曜深夜）0:15 - 0:45（全国ネット昇格、枠昇格、13分拡大）[注 7][57]
- 5日（4日深夜） - チョコプランナー（テレビ朝日） ※火曜（月曜深夜）2:13 - 2:30 → 木曜（水曜深夜）0:15 - 0:45（全国ネット昇格、曜日移動、枠昇格、13分拡大）[注 7][57]
- 6日（5日深夜）
  - あざとくて何が悪いの?（テレビ朝日） ※日曜 23:55 - 翌0:25 → 金曜（木曜深夜）0:45 - 1:20（曜日移動、5分拡大）
  - 謎解き戦士!ガリベンガーV（テレビ朝日） ※土曜18:30 - 18:56 → 金曜（木曜深夜）1:26 - 1:56（曜日移動、4分拡大）
  - お仕事search! それってグッジョブ（テレビ東京） ※日曜 11:00 - 11:25 → 金曜（木曜深夜）1:30 - 2:00（曜日移動、5分拡大）
- 7日 - モヤモヤさまぁ〜ず2（テレビ東京） ※火曜 23:06 - 23:55 → 土曜 11:30 - 12:15（曜日移動、4分縮小）[136]
- 8日 - 家、ついて行ってイイですか?（テレビ東京） ※日曜 21:00 - 21:54 → 日曜 20:30 - 21:54（30分拡大）
- 13日 - ウワサのお客さま（フジテレビ） ※金曜 21:00 - 21:58 → 金曜 20:00 - 21:00（1時間繰り上げ、2分拡大）[56]
- 18日 - 奇跡体験!アンビリバボー（フジテレビ） ※木曜 20:00 - 21:00 → 水曜 20:00 - 21:00（曜日移動）[55][101][137][138]
- 31日 - 突然ですが占ってもいいですか?（フジテレビ） ※月曜 23:00 - 23:40 → 火曜 20:00 - 21:00（曜日移動、ゴールデン枠昇格、20分拡大）[注 11][54][139]

## 音楽番組

### 終了番組（音楽番組）

#### 3月 - 4月終了（音楽番組）
- 3月20日[注 12] - 歌で100万円チャレンジ（千葉テレビ放送）[74]
- 3月22日 - ムジカ・ピッコリーノ（NHK Eテレ）[140]
- 3月25日 - サブちゃんと歌仲間（BSテレ東・BSテレ東 4K）[注 13][141][142]
- 4月1日（3月31日深夜） - 音チク コンサート（テレビ朝日）[注 6][47]

#### 9月終了（音楽番組）
- 18日（17日深夜） - Love music（フジテレビ）[143]

#### 12月終了（音楽番組）
- 23日 - 開運音楽堂（TBS）[144]

### 開始番組（音楽番組）

#### 2月開始（音楽番組）
- 2日（1日深夜） - D.U.N.K. -DANCE UNIVERSE NEVER KILLED-（日本テレビ）[145][146]

#### 3月開始（音楽番組）
- 4日 - ハラミちゃんのムチャブリ×セッション（BSJapanext）[147]

#### 4月開始（音楽番組）
- 6日 - トークと歌とものまね酒場 トゥーモ（千葉テレビ放送）[74]
- 21日（20日深夜） - あのちゃんの電電電波♪（テレビ東京）

#### 10月開始 (音楽番組)
- 11日 - 週刊ナイナイミュージック（フジテレビ）[148]
- 13日 - K-POP HOUSE（12日深夜、フジテレビ）[149]
- 19日 - GINZA CASSETTE SONG（BS-TBS・BS-TBS 4K）[150][151]

## 単発特別番組枠・その他

### 終了番組（単発特別番組枠・その他）

#### 3月終了（単発特別番組枠・その他）
- 25日 - 土曜ワイド（フジテレビ）

### 開始番組（単発特別番組枠・その他）

#### 4月開始（単発特別番組枠・その他）
- 7日 - アーカイブセレクション（NHK総合）
- 24日 - 週に9本“コンテンツ”作ります（毎日放送）[9]

#### 10月開始（単発特別番組枠・その他）
- 2日 - ハッピーアワー（フジテレビ）

### 期間限定番組（単発特別番組枠・その他）
- 4月3日 - 9月29日 - +ストリーム!（フジテレビ）

### 放送枠変更（単発特別番組枠・その他）

#### 4月
- 1日 - 土曜スペシャル（フジテレビ）※土曜15:30 - 17:25→14:30 - 17:00（60分繰り上げ、35分拡大）
- 9日 - 日曜ビッグバラエティ（テレビ東京）※日曜18:30 - 20:00 → 日曜18:55 - 21:00（25分繰り下げ、35分拡大）[152]

#### 10月
- 3日 - ゴゴワイド（テレビ朝日）※月 - 木曜13:54 - 16:45、金曜14:52 - 16:45 → 月 - 木曜13:55 - 16:48、金曜14:53 - 16:48（1分繰り下げ、2分拡大）
- 7日 - 土曜スペシャル（フジテレビ）※土曜14:30 - 17:00 → 土曜14:00 - 17:00（30分繰り上げ・拡大）
- 8日 - 日曜ビッグバラエティ（テレビ東京）※日曜18:55 - 21:00 → 日曜18:30 - 20:30（25分繰り上げ、5分縮小）